# 1999 Hirayama
1999 Hirayama è un asteroide della fascia principale del diametro medio di circa 33,95 km. Scoperto nel 1973, presenta un'orbita caratterizzata da un semiasse maggiore pari a 3,1166358 UA e da un'eccentricità di 0,1152227, inclinata di 12,52882° rispetto all'eclittica.
L'asteroide è stato nominato in onore dell'astronomo giapponese Kiyotsugu Hirayama